# شار (إقليم فرنسي)
شار (بالفرنسية: Cher)‏: هو إقليم فرنسي تابع لمنطقة سانتر . أخذ اسمه من نهر شار . عدد سكانه 299,573 نسمة وفق تعداد عام 2021. الكثافة السكانية في الإقليم 41.4 نسمة لكل كيلومتر مربع.[بحاجة لمصدر]

شعار الإقليم

خارطة الإقليم

## معرض صور

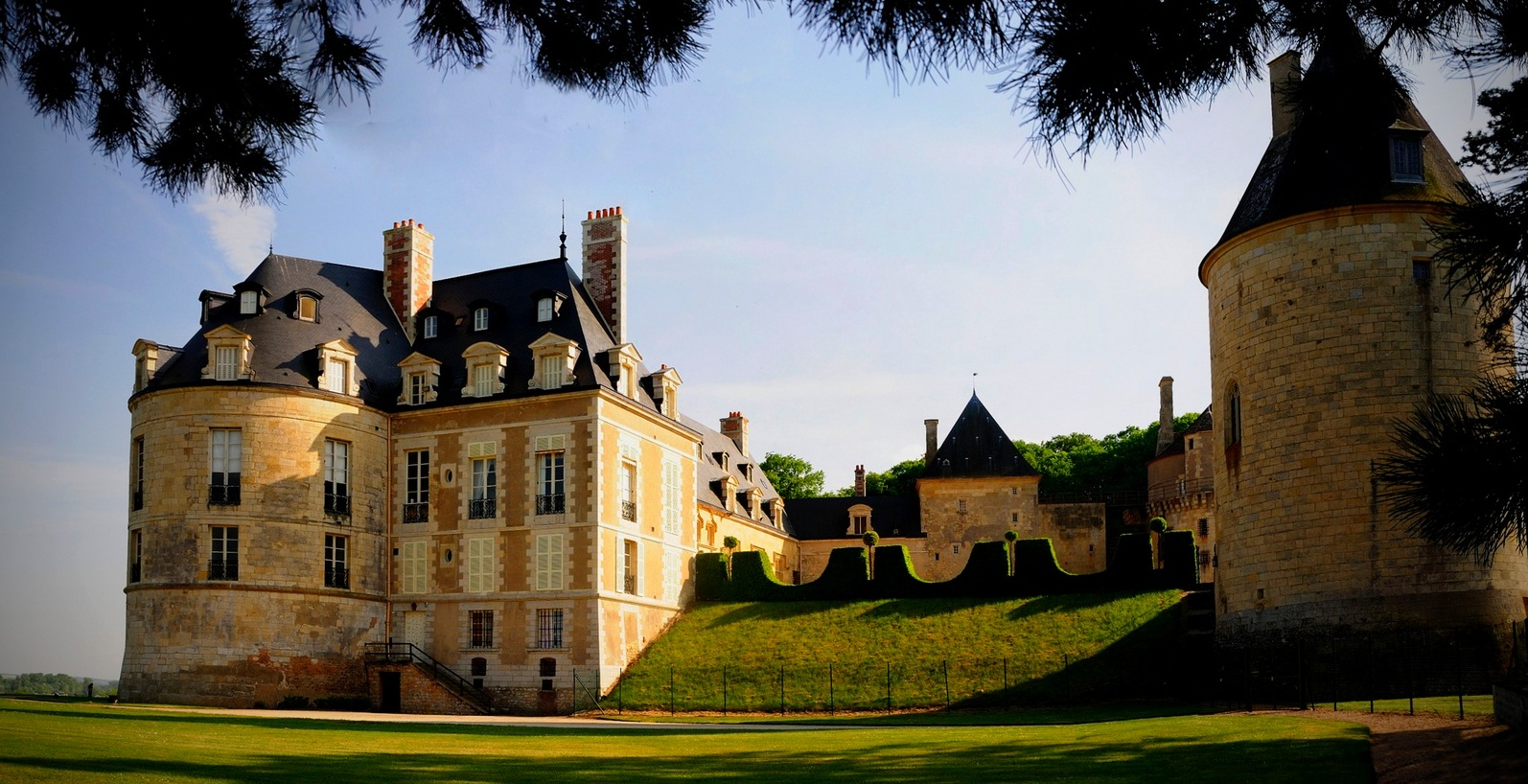
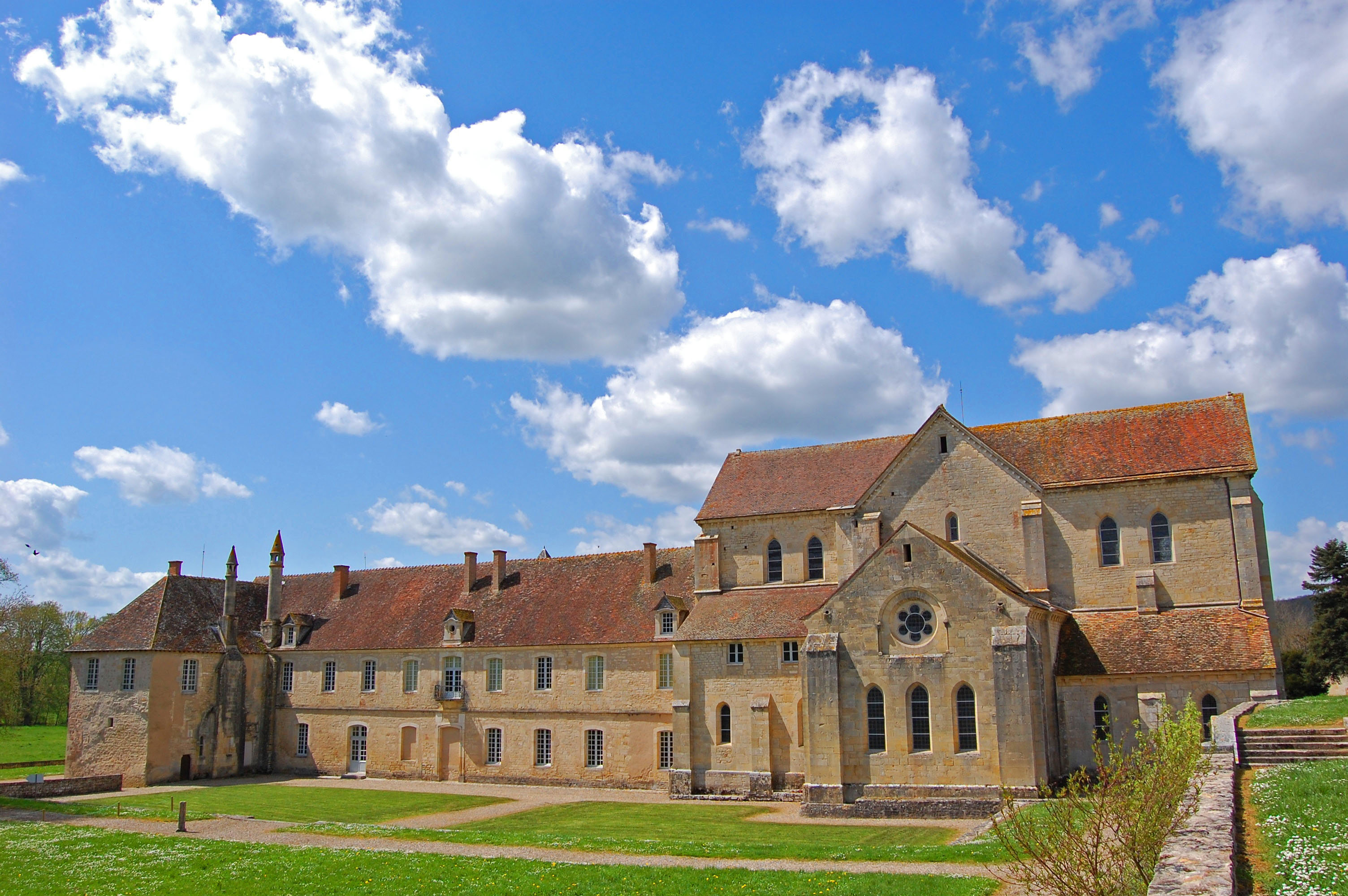
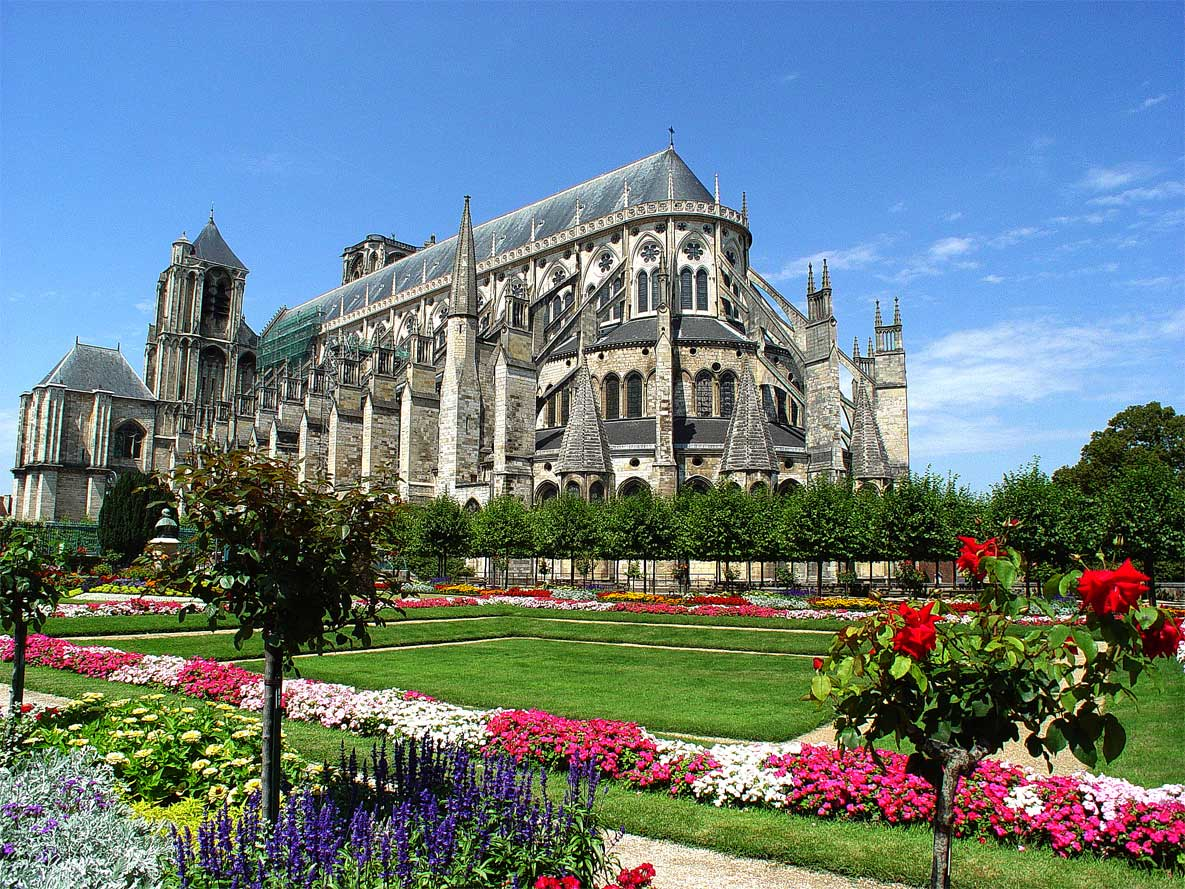
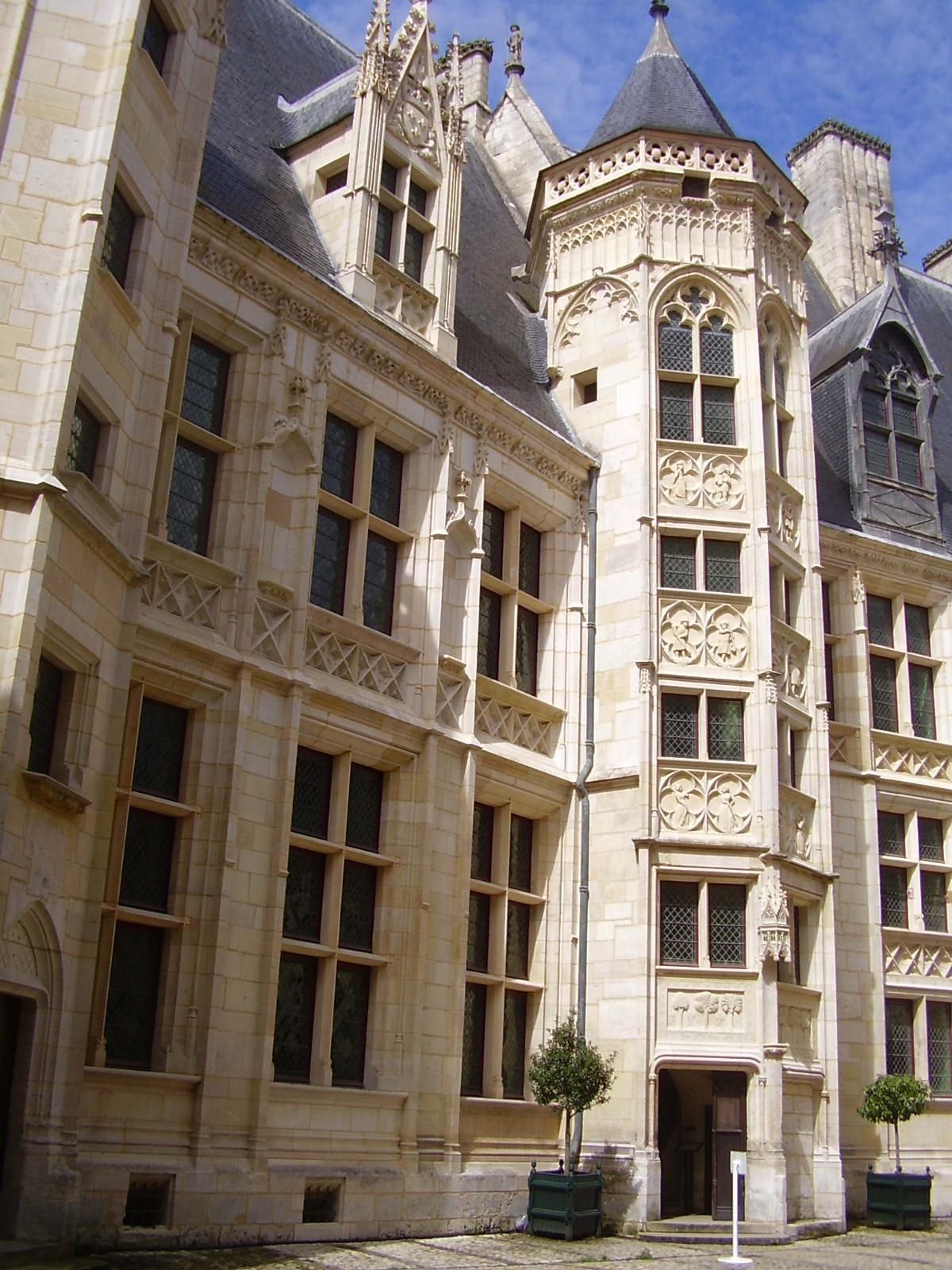
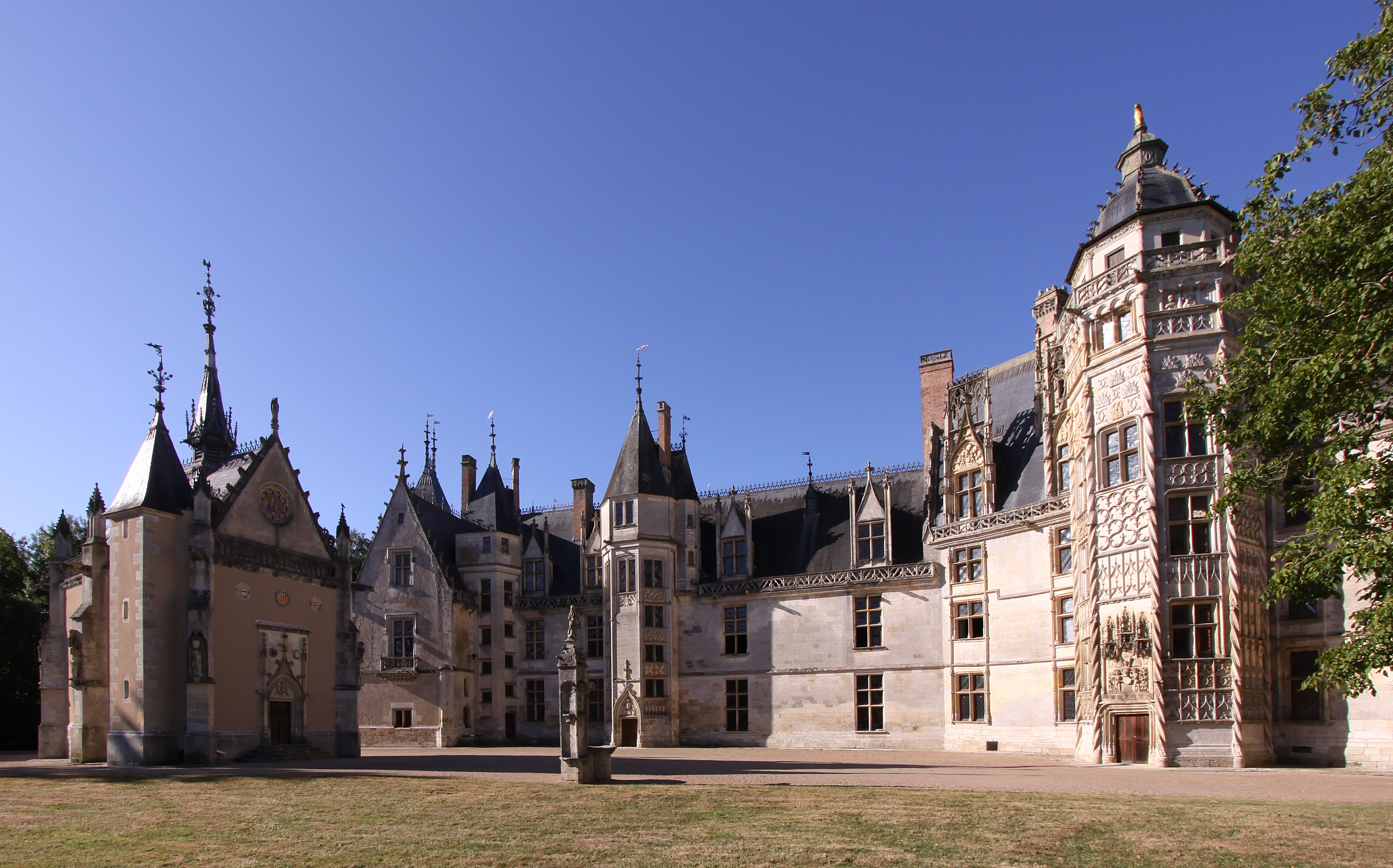